# Salón Pedro Domingo Murillo

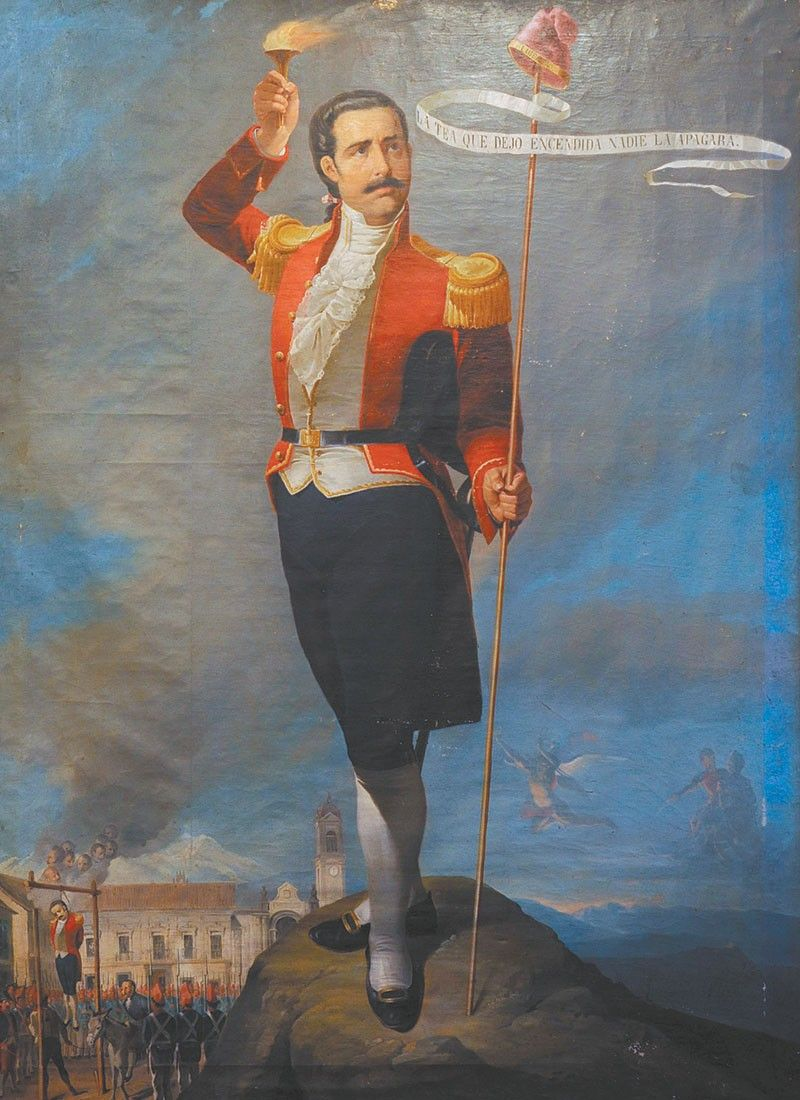
El revolucionario independentista Pedro Domingo Murillo, en cuyo honor se nombró el concurso

El Salón Pedro Domingo Murillo, cuyo nombre oficial es Concurso Salón Municipal de Artes Plásticas Pedro Domingo Murillo, es considerado el concurso de artes plásticas más importante y antiguo de Bolivia. Es organizado anualmente por la Secretaría de Culturas y Turismo del Gobierno Autónomo Municipal de La Paz. 

## Relevancia histórica
El concurso se creó a inicios de la década de 1950, inspirado por los aires de la Revolución boliviana de 1952. En ese entonces se creó también la Dirección Municipal de Cultura en el municipio de La Paz, la denominada Biblioteca Paceña, la Revista Municipal de Artes y Culturas Khana y se proyectó un "Museo de la Cultura Boliviana", inmediato antecedente del Museo Nacional de Arte. 
El concurso se inauguró el 14 de julio de 1953 en la sala de exposiciones del Palacio Consistorial. Entre algunos nombres reconocidos premiados en este salón están María Luisa Pacheco, Enrique Arnal, Alfredo La Placa y María Esther Ballivián, Mario Conde y Roberto Valcárcel, entre muchos otros. Gracias a la continuidad del concurso a través del tiempo el municipio de La Paz ha podido gestionar una importante pinacoteca, una de las más importantes de Bolivia.

## Críticas
En las últimas décadas el concurso ha recibido críticas por el empobrecimiento del nivel técnico de los ganadores, la falta de originalidad y una convocatoria arcaica.Asimismo, se ha criticado la posición del alcalde Iván Arias en 2022 de suspender parcialmente el concurso y otros certámenes municipales relacionados al arte.

## Categorías
En 2023 el concurso contó con las siguientes categorías: 
- Obra de una vida
- Gran premio
- Especialidad Pintura
- Especialidad Dibujo
- Especialidad Grabado
- Especialidad Escultura y cerámica artística
- Especialidad Otros medios